# Sveneldo
Sveneldo (in ucraino Свенельд?, in slavo antico: Свинелдъ, Свѣнилдъ, Свѣнделдъ; Svezia, 905 – 980) era un voivoda di Kiev.

## Biografia

### Anni 922 - 945
Di origini scandinave, probabilmente nacque in Svezia. Suo padre, il voivoda Oleg, muore intorno al 922 a Staraja Ladoga. Secondo alcune cronache, il voivoda Oleg e il voivoda Oleg di Kiev erano la stessa persona. Sveneldo ebbe due figli, Lut e Mistyša.
Durante il regno di Igor' di Kiev, ricoprì un ruolo importante, sostituendo più volte il knjaz durante le campagne militari e provvedendo all'incasso delle poliudie.
Venne per la prima volta menzionato nelle cronache all'anno 914, quando Igor' di Kiev gli ordinò di sottomettere la tribù slava degli Ulici. Il voivoda dovette combattere per tre anni. Anche dopo aver perso la loro capitale Peresicen', gli Ulici si rifiutarono di pagare le poliudie: si trasferirono quindi sulle rive sia del Bug Orientale che del Dnestr, ma Sveneldo li assoggettò comunque. 
Nello stesso periodo conquistò anche i territori dei Drevljani, ai quali Igor' di Kiev applicò e obbligò a pagare una tassazione molto più elevata rispetto a quelle del suo predecessore Oleg.
Già a quell'epoca il voivoda Sveneldo aveva a disposizione lo stesso numero di soldati del knjaz Igor, e pertanto aveva la possibilità di competere quasi alla pari. 
Tra il 941 e il 944 Sveneldo partecipò alle campagne di Igor' di Kiev contro l'impero bizantino.
Nel 943 partecipà alla vincente campagna contro i popoli della Ciscaucasia.
Le conquiste lo resero un uomo ricchissimo, il che gli permise di equipaggiare la sua družina in modo eccellente. Questo fatto rese invidiosi i soldati della družina del knjaz Igor, per cui istigarono il loro comandante a raccogliere maggiori poliudie dai territori più ricchi, quelli dei Drevljani. Proprio per questo motivo, nel 945 Igor' venne ucciso dai Drevljani.

### Anni 945 - 972
Dopo la morte di Igor' di Kiev, Sveneldo venne nominato sia voivoda di Olga di Kiev che di Svjatoslav I di Kiev. Nel 946 comandò la marcia alla conquista dei Derevljani.
Partecipò con il knjaz Svjatoslav alle campagne contro i bulgari e greci. Nel 971 un manoscritto cita la presenza di Sveneldo nell'accordo tra Svjatoslav e i greci. Nello stesso anno supplicò il knjaz di proseguire verso Kiev con la cavalleria, lasciando la flottiglia di lodie, ma Svjatoslav decise di proseguire via fiume, dove fu ucciso dai peceneghi nel 972. Sveneldo giunse comenque a Kiev al cospetto di Jaropolk I.

### Anni 972-977
Dopo la morte di Svjatoslav divenne gran principe di Rus' di Kiev Jaropolk, e consigliere del knjaz Jaropolk.
Nel 975, durante una battuta di caccia il fratello di Jaropolk Oleg uccise il figlio di Sveneldo Ljut. In seguito a questo episodio Sveneldo a tutti i costi cercò di mettere Jaropolk contro suo fratello, il principe Oleg.  Nel 977 Jaropolk, istigato da Sveneldo, decise di conquistare il territorio appartenente a suo fratello Oleg, che venne ucciso a causa del successivo assalto nelle vicinanze della città di Ovruč.
La Cronaca degli anni passati descrive il pianto di Jaropolk sul corpo del fratello, e riporta che Jaropolk avrebbe detto a Sveneldo: «Дивися, ти цього хотів!»  Dopo questo episodio, Sveneldo non viene più citato nelle cronache russe. 

### Morte
Molto probabilmente morì nel 980 per mano di Vladimir I di Kiev, fratello di Jaropolk e Oleg.

## Fonte
- Энциклопедия Брокгауза Ф. А. и Ефрона И. А., su tuyminana.ru. URL consultato il 16 agosto 2015 (archiviato dall'url originale il 17 aprile 2008).
- Никитин Юрий: Княжеский пир, su nikitin-yurij.librarus.ru. URL consultato il 16 agosto 2015 (archiviato dall'url originale il 4 marzo 2016).